# أندريا فورتوناتو
أندريا فورتوناتو (بالإيطالية: Andrea Fortunato)‏ لاعب كرة قدم ايطالي، كان من اللاعبين الواعدين مطلع التسعينات من القرن العشرين، قبل أن يصاب بسرطان الدم، كان متألقاً مع نادي يوفنتوس، وشارك مع المنتخب الإيطالي في مباراة امام منتخب استونيا عام 1993.

## مسيرته الكروية
في سن الـ 13 التقطه الكشاف البرتو ماسا وسوق له في عدة أندية مثل تورينو، تشيزينا، امبولي، نابولي وكومو، فوافق نادي كومو على تجربته في الفريق بعد ان اثار اعجاب المدير الرياضي للفريق ساندرو فيتالي ومدرب الشباب انجيلو ماسولا. وفي تلك المرحلة تحول إلى مركز ظهير ايسر، بعد ان اجاد في ذلك المكان واصبح مركزه الذي تألق فيه.
في سنة 1989 وبالتحديد يوم 22 أكتوبر وفي مباراة ضد بيسكارا في بيسكارا لعب أندريا أول مباراة له مع فريق كومو الأول في دور الدرجة الثانية، وكان أساسيا لستة عشرة مباراة مع الفريق في البطولة. وفي موسم 90-91 وتحت قيادة المدرب بيرسيلييني أصبح أندريا نجم الفريق ودعامته. فلفت انظار نادي أتلانتا الذي كان يريد ضمه إلى صفوفه ولكن نادي جنوى استطاع التعاقد مع اللاعب، وبعد تألقه كأساسي تمت اعارته إلى نادي بيزا لموسم واحد، ليعود لصفوف نادي جنوى.
في صيف عام 1993 تم توقيع عقد انتقال أندريا فورتوناتو إلى نادي يوفنتوس. فأختاره مدرب المنتخب أريغو ساكي للمشاركة مع المنتخب الإيطالي وكانت أول مباراة له في تالين امام استونيا يوم 22 أكتوبر من العام 1993.
في ربيع عام 1994 وبعد تألقه مع يوفنتوس، تدنى مستوى أندريا وأصبح لعبه بطيء، وفي نهاية إحدى المباريات استقبله الجماهير بصيحات السخرية «حالته مثل مولينارو الآن». وفي يوم 20 مايو 1994 تم فحص اللاعب بمستشفى تورينو وبعد التحاليل ظهرت النتيجة بإصابته بمرض سرطان الدم. وفي يوم 25 أبريل 1995 في الثامنة مساء، اعلنت وفاة أندريا فورتوناتو عن عمر ناهز الرابعة والعشرون.

## روابط خارجية
- أندريا فورتوناتو على موقع قاعدة بيانات كرة القدم.إي يو (الإنجليزية)
- أندريا فورتوناتو على موقع ناشيونال فوتبول تيمز (الإنجليزية)
- أندريا فورتوناتو على موقع عالم كرة القدم.نت (الإنجليزية)